# Charlie Thomson (football, 1878)
Pour les articles homonymes, voir Charlie Thomson.
Charles Bellany Thomson, couramment appelé Charlie Thomson, est un footballeur international écossais, né le 12 juin 1878, à Prestonpans, Édimbourg et mort le 6 février 1936 dans cette même ville. Il évolue d'abord au poste d'attaquant puis à celui de milieu de terrain.
Il compte 21 sélections pour 4 buts inscrits en équipe d'Écosse (dont 13 comme capitaine).

## Biographie

### Carrière en club
Il joue d'abord en amateur dans le club local du Prestonpans FC, avant de signer pour Heart of Midlothian avec qui il remportera deux Coupes d'Écosse.
Lors de son transfert à Sunderland, le club anglais déboursa 700 £ pour s'adjuger ses services ainsi que ceux de son coéquipier Thomas Allan (en). À l'époque, les montants de transfert ne pouvaient pas dépasser 350 £ par joueur. Or, Heart of Midlothian estimant que Thomson valait plus que cette limite, un subterfuge fut trouvé en ajoutant un autre joueur dont la côte n'atteignait pas les 350 £. Avec son nouveau club, il remporta le titre de champion d'Angleterre.
Il a porté le brassard de capitaine à la fois à Hearts et à Sunderland ainsi qu'en équipe d'Écosse.
Une fois sa carrière terminée, il retourna dans son Écosse natale et se reconvertit comme propriétaire d'un pub.

### Carrière internationale
Charlie Thomson reçoit 21 sélections pour l'équipe d'Écosse (la première, le 26 mars 1904, pour un match nul 1-1, au Dalymount Park de Dublin, contre l'Irlande en British Home Championship, la dernière le 4 avril 1914, pour une victoire 3-1, au Hampden Park de Glasgow, contre l'Angleterre en British Home Championship). Il inscrit 4 buts lors de ses 21 sélections (dont un doublé) et porta 13 fois le brassard de capitaine.
Il participe avec l'Écosse à tous les British Home Championships de 1904 à 1914.

#### Buts internationaux
| no | Date         | Lieu                  | Adversaire      | Évolution | Score final | Compétition               |
| -- | ------------ | --------------------- | --------------- | --------- | ----------- | ------------------------- |
| 1  | 18 mars 1905 | Celtic Park, Glasgow  | Irlande du Nord | 1-0       | 4-0         | British Home Championship |
| 2  | 18 mars 1905 | Celtic Park, Glasgow  | Irlande du Nord | 4-0       | 4-0         | British Home Championship |
| 3  | 16 mars 1907 | Celtic Park, Glasgow  | Irlande du Nord | 3-0       | 3-0         | British Home Championship |
| 4  | 4 avril 1914 | Hampden Park, Glasgow | Angleterre      | 1-0       | 3-1         | British Home Championship |

## Palmarès
- Heart of Midlothian :
  - Vainqueur de la Coupe d'Écosse en 1901 et 1906
- Sunderland :
  - Champion d'Angleterre en 1912-13